# Liêu Diệc Vũ
Liêu Diệc Vũ (sinh ngày 4 tháng Tám năm 1958 ở Yanting, Tứ Xuyên) là một nhà văn, nhà thơ và nhạc sĩ Trung Quốc, nổi tiếng quốc tế qua cuốn sách của ông Fräulein Hallo und der Bauernkaiser: Chinas Gesellschaft von unten (Book in English:The Corpse Walker: Real Life Stories: China from the Bottom Up). Do thái độ phê phán của ông đối với chính phủ Trung Quốc, các tác phẩm của Liêu bị cấm ở Cộng hòa Nhân dân Trung Hoa. Tại Đức, tiếng tăm của ông tăng lên khi ông nhận được Giải Hòa bình của ngành kinh doanh sách Đức vào năm 2012  và Giải Anh Em Scholl (Geschwister-Scholl-Preis) 2011.

## Tiểu sử

### Tuổi thơ
Liêu Diệc Vũ lớn lên vào thời điểm nạn đói lớn, hậu quả của chương trình " Đại nhảy vọt " của Trung Quốc nhằm củng cố sức mạnh kinh tế đất nước. Khi Cách mạng Văn hóa bắt đầu vào năm 1966, cha ông bị buộc tội là một kẻ thù cách mạng. Để bảo vệ con cái, bố mẹ Liêu đã ly dị. Cùng với mẹ, Liêu lớn lên trong nghèo khó.
Sau khi học xong cấp hai, Liêu đi khắp Trung Quốc và làm nghề nấu ăn và lái xe tải. Lúc đó anh đang mải mê với thơ ca phương Tây và bắt đầu tự sáng tác.

### Sự nghiệp thơ văn

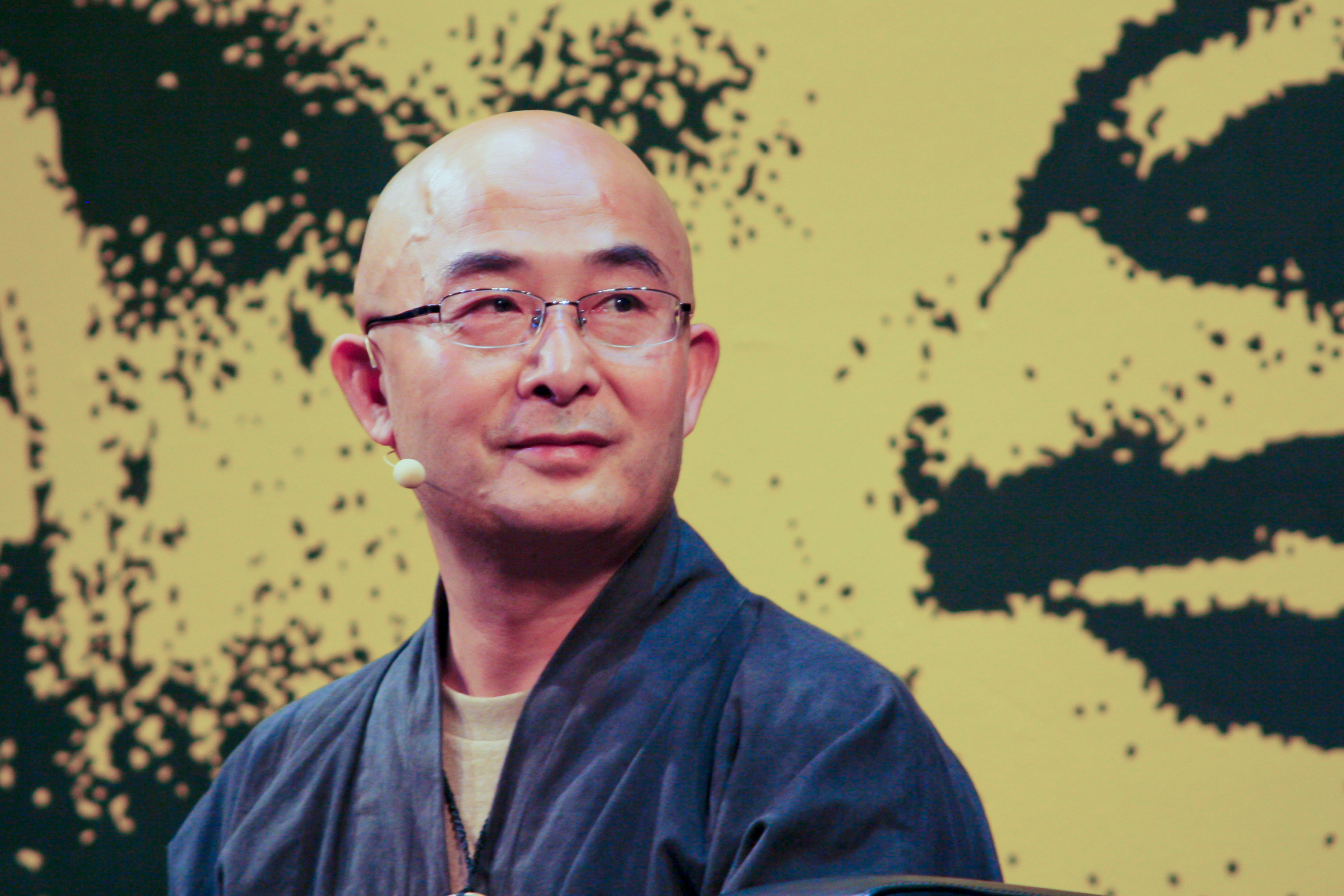
Liêu Diệc Vũ (2011 tại Erlangen)

Vào những năm 1980, Liêu là một trong những nhà thơ trẻ nổi tiếng nhất ở Trung Quốc và thường xuyên được xuất bản trên các tạp chí văn học lớn. Một số tác phẩm của ông đã xuất hiện trên các tạp chí văn học chui, vì chính quyền Trung Quốc coi thơ theo phong cách thơ phương Tây là "ô nhiễm tinh thần ". Vì những mối liên hệ này, Liêu đã nằm trong danh sách đen từ năm 1987 tại Trung Quốc.
Vào tháng 6 năm 1989, Liêu đã viết bài thơ Massacre về các sự kiện tại Quảng trường Thiên An Môn ngày 4 Tháng Sáu. Vì ông không có cách nào để xuất bản nó, ông đã đọc nó, được hỗ trợ bởi nhà Hán học người Canada Michael Day, trên băng. Những bản thu âm này sau đó được phân phối thông qua các cấu trúc đen chép ra hiện có ở Trung Quốc  và cũng phát sóng trên một đài phát thanh nước ngoài. Sau đó, Liêu bắt đầu thực hiện một bộ phim về các sự kiện, mang tên đám tang. Khi Day bị bắt và thẩm vấn vì buổi phát thanh, chính quyền đã biết về bộ phim. Vào tháng 2 năm 1990, ông và đoàn làm phim cũng như người vợ đang mang thai của mình bị bắt. Liêu bị kết án bốn năm tù vì "truyền bá tuyên truyền phản cách mạng với sự giúp đỡ của nước ngoài." 
Trong khi bị giam giữ, Liêu đã nổi loạn chống lại các cai tù và liên tục vi phạm các quy luật, khiến anh ta thường xuyên bị lãnh đạo nhà tù cho đánh đập và tra tấn. Anh ta đã trải qua nhiều lần suy sụp tinh thần và hai lần tìm cách tự sát. Năm 1994, ông được thả ra do áp lực quốc tế 50 ngày trước khi bản án kết thúc, chính quyền Trung Quốc cho biết điều này là do "học tập tốt". Thời gian trong tù được Liêu ghi nhận lại trong cuốn sách Chứng thực (Testimonials) của ông.

### "Cuộc trò chuyện với những người từ tận cùng xã hội"
Khi anh ta ra tù, chính quyền địa phương đã rút lại giấy phép cư trú. Vợ anh đã bỏ anh với đứa con chung, những đồng nghiệp trước đây thân thiện không còn muốn tiếp xúc với anh nữa. Đầu tiên, Liêu kiếm sống bằng nghề nhạc sĩ đường phố, do cuộc đàn áp chính trị, anh ta chỉ có thể làm những công việc lặt vặt trong nhà hàng, quán trà và nhà sách. Trong thời gian này, ông nảy sinh ra ý tưởng viết cuốn sách Interviews with People from the Bottom Rung of Society (Cuộc trò chuyện với những người từ tận cùng xã hội), chủ yếu dựa trên các cuộc trò chuyện của Liêu trong thời gian này với những người bị xã hội ruồng bỏ.
Năm 1998, ông đã chép lại những bài thơ chui của những năm 1970 thành một tuyển tập với tựa đề The Fall of the Holy Temple (Những đền thờ linh thiêng sụp đổ), nhưng không tìm được nhà xuất bản nào cả.
Năm 2001, nhà xuất bản Trung Quốc Yangzi Publishing House đã xuất bản một phiên bản được "lọc rửa" của cuốn các cuộc phỏng vấn với những người đến từ tận cùng của xã hội. Cuốn sách rất thành công và được các nhà phê bình Trung Quốc ca ngợi. Một mặt, đó là một "tài liệu lịch sử của Trung Quốc ngày nay", mặt khác, Liêu mang đến cho những người đó một tiếng nói mà không thể nghe thấy, mà bị dấu nhẹm. Tuy nhiên, chính quyền Trung Quốc đã cấm bán và phân phối cuốn sách, trừng phạt nhà xuất bản và sa thải nhân viên từ tờ báo Cuối tuần miền Nam, nơi đã xuất bản một cuộc phỏng vấn với Liêu và giới thiệu cuốn sách của ông. Tên của Liêu đã bị cấm nói tới trên các phương tiện truyền thông. 2002, với sự giúp đỡ của Kang Zhengguo, giảng viên tại Đại học Yale, ông đã chuyển bản thảo sang Đài Loan, nơi nó được xuất bản bằng tiếng Hán bởi Công ty xuất bản Rye Field, chi nhánh của nhà xuất bản lớn nhất Đài Loan, Cite Publishing. 2003, Có những đoạn lự chọn được xuất bản bằng tiếng Pháp và tiếng Anh.

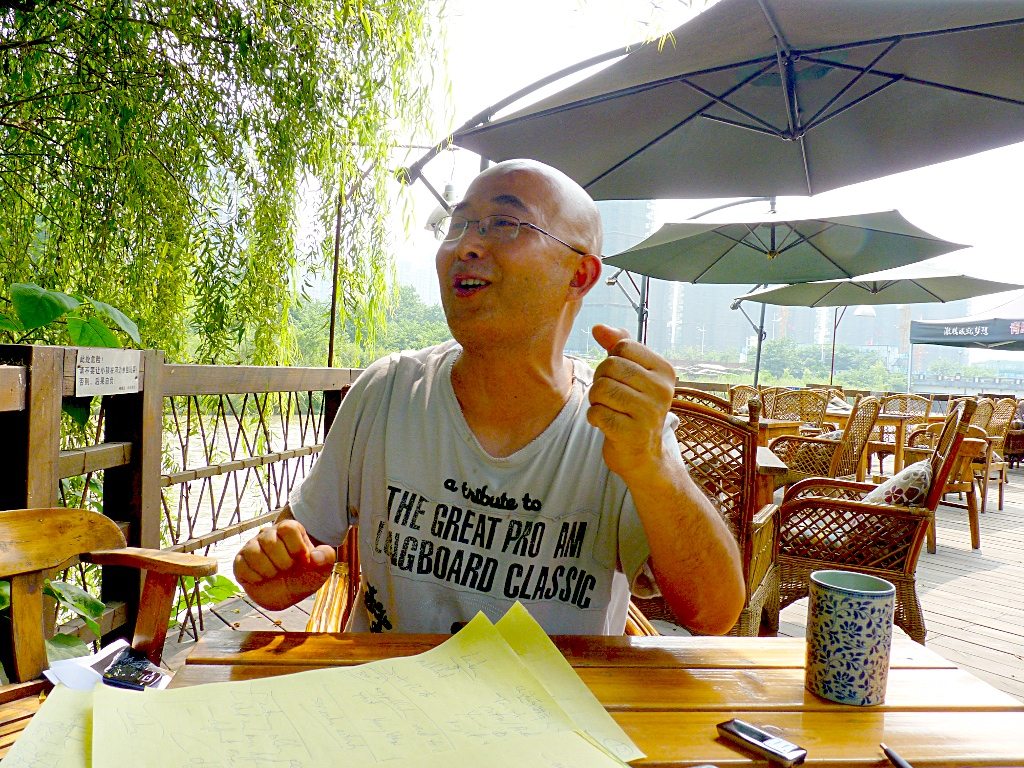
Liêu Diệc Vũ (tại Thành Đô, tháng 7 năm 2010)

Cùng năm đó, Liêu nhận được   Hellman-Hammett Grant của 

### Hoạt động chính trị và tranh cãi về việc lệnh cấm xuất cảnh
Vào tháng 8 năm 2007, Liêu đã ký với 36 trí thức khác một bức thư ngỏ tới chính phủ Trung Quốc và các nhà tổ chức Olympic Bắc Kinh năm 2008  Trong cùng năm đó ông được  PEN Trung Quốc độc lập trao giải thưởng Tự do để Viết . 
Năm 2008, Liêu nhận được hộ chiếu sau nhiều lần xin thất bại. Mặc dù tác giả đã được mời tham dự Hội chợ sách Frankfurt năm 2009 mà Trung Quốc được mời, Công an Trung Quốc từ chối cho phép ông rời khỏi đất nước. Đồng thời ở Đức cuốn sách với cái tựa Fräulein Hallo und der Bauernkaiser: Chinas Gesellschaft von unten, bản dịch toàn bộ các cuộc phỏng vấn của ông. Sau khi Trung Quốc cũng không cho phép anh ta đi tham dự Lit Cologne, nơi mà ông ta được mời, vào tháng 2 năm 2010, Liêu đã viết một bức thư ngỏ tới Thủ tướng Đức Angela Merkel, yêu cầu bà khẳng định ảnh hưởng chính sách đối ngoại của mình để ông vẫn có thể đi đến Cologne. Ông đã đính kèm một bản sao lậu tiếng Hán của bộ phim truyện Đức Cuộc sống của những người khác, rất được ưa chuộng ở Trung Quốc vào năm 2010. Vào ngày 4 Tháng 6 năm 2010, lễ hội văn học quốc tế berlin đã tổ chức một buổi đọc sách trên toàn thế giới cho Liêu.
Vào ngày 15 tháng 9 năm 2010, Liêu đến Đức với sự cho phép của chính quyền Trung Quốc để tham dự Liên hoan văn học quốc tế lần thứ mười tại Berlin.
Vào tháng 5 năm 2011, Liao đã bị chính quyền cấm quảng cáo hoặc xuất bản các tác phẩm của ông ra nước ngoài. Do đó, kế hoạch tham gia của ông vào Liên hoan nhà văn Sydney không thể thực hiện được. Cho đến giữa năm 2011, Liêu sống ở Thành Đô, tỉnh Tứ Xuyên. Theo tài khoản của chính mình, anh ta sống bằng tiền bản quyền mà anh ta nhận được để bán sách và làm việc với tư cách là một "nhạc sĩ chui".
Mùa hè năm 2011, Liêu trốn thoát qua Việt Nam đến Đức. Ông sống từ đó lưu vong ở Berlin. Kể từ tháng 10 năm 2012 Liêu là một thành viên sáng lập của Akademie der Künste der Welt ở Köln.

## Ấn phẩm tại Đức
Văn bản đầu tiên của ông là bản dịch tiếng Đức, Fräulein Hallo; Der Klomanager; Der Tagelöhner, xuất hiện năm 2007 trên tạp chí văn hóa Berlin Lettre International. Tất cả các cuộc phỏng vấn là từ cuốn sách được xuất bản ở Đài Loan năm 2002 Interviews with People from the Botton Rung of Society. 
Bản dịch tiếng Đức đầy đủ của bộ sưu tập này đã xuất hiện, được bổ sung bởi hai cuộc phỏng vấn tiếp theo, 2009 tại nhà xuất bản S. Fischer với tự đề Fräulein Hallo und der Bauernkaiser: Chinas Gesellschaft von unten. Năm 2010, bản thảo đã được công bố bởi Cơ quan Giáo dục Công dân Liên bang.
Ngày 4 Tháng 6 năm 2010, kỷ niệm vụ thảm sát Tian'anmen, hơn một trăm tác giả từ tất cả các châu lục tại Liên hoan văn học quốc tế ở Berlin kêu gọi toàn cầu hãy đọc tác phẩm văn xuôi của ông. Tháng Bảy năm 2011, phiên bản Đức của My Testimonials  (lời chứng của tôi) về thời gian Liêu ở trong tù được xuất bản với tựa đề Für ein Lied und hundert Lieder (cho một bài hát và một trăm bài hát). 
Cũng trong năm 2011 một tuyển tập thơ với nhữn g bài thơ trong thập niên 1980 và đầu 1990 được nhà xuất bản Hochroth cho ấn hành với tựa đề Massaker: Frühe Gedichte. Nó bao gồm ngoài những bài được biết tới ngoài ra còn những bài thơ chưa từng được dịch ra.
Trong tháng 6 năm 2012 Liêu nhận được giải Friedenspreis des Deutschen Buchhandels được trao tại Hội chợ sách Frankfurt vào ngày 14 tháng 10 năm 2012.